# Захарешть (Бузеу)
Захарешть, Захарешті (рум. Zaharești) — село у повіті Бузеу в Румунії. Входить до складу комуни Пенетеу.
Село розташоване на відстані 98 км на північ від Бухареста, 38 км на північний захід від Бузеу, 130 км на захід від Галаца, 71 км на південний схід від Брашова.

## Населення
За даними перепису населення 2002 року у селі проживали 212 осіб, з них 211 осіб (99,5%) румунів. Усі жителі села рідною мовою назвали румунську.